# Fritillaria amabilis
Fritillaria amabilis là một loài thực vật có hoa trong họ Liliaceae. Loài này được Koidz. miêu tả khoa học đầu tiên năm 1914.